# DPF1
DPF1 (англ. Double PHD fingers 1) – білок, який кодується однойменним геном, розташованим у людей на короткому плечі 19-ї хромосоми. Довжина поліпептидного ланцюга білка становить 380 амінокислот, а молекулярна маса — 42 502.
| 10         |  | 20         |  | 30         |  | 40         |  | 50         |
| ---------- |  | ---------- |  | ---------- |  | ---------- |  | ---------- |
| MGGLSARPTA |  | GRTDPAGTCW |  | GQDPGSKMAT |  | VIPGPLSLGE |  | DFYREAIEHC |
| RSYNARLCAE |  | RSLRLPFLDS |  | QTGVAQNNCY |  | IWMEKTHRGP |  | GLAPGQIYTY |
| PARCWRKKRR |  | LNILEDPRLR |  | PCEYKIDCEA |  | PLKKEGGLPE |  | GPVLEALLCA |
| ETGEKKIELK |  | EEETIMDCQK |  | QQLLEFPHDL |  | EVEDLEDDIP |  | RRKNRAKGKA |
| YGIGGLRKRQ |  | DTASLEDRDK |  | PYVCDKFYKE |  | LAWVPEAQRK |  | HTAKKAPDGT |
| VIPNGYCDFC |  | LGGSKKTGCP |  | EDLISCADCG |  | RSGHPSCLQF |  | TVNMTAAVRT |
| YRWQCIECKS |  | CSLCGTSEND |  | GASWAGLTPQ |  | DQLLFCDDCD |  | RGYHMYCLSP |
| PMAEPPEGSW |  | SCHLCLRHLK |  | EKASAYITLT |  |            |  |            |

A: Аланін

C: Цистеїн

D: Аспарагінова кислота

E: Глутамінова кислота

F: Фенілаланін

G: Гліцин

H: Гістидин

I: Ізолейцин

K: Лізин

L: Лейцин

M: Метіонін

N: Аспарагін

P: Пролін

Q: Глутамін

R: Аргінін

S: Серин

T: Треонін

V: Валін

W: Триптофан

Задіяний у таких біологічних процесах, як транскрипція, регуляція транскрипції, нейрогенез, альтернативний сплайсинг. 
Білок має сайт для зв'язування з іонами металів, іоном цинку. 
Локалізований у цитоплазмі, ядрі.